# 1 000 kilomètres du Nürburgring 2006
Navigation
Édition précédente Édition suivante
Les 1 000 kilomètres du Nürburgring 2006 (1000 km Rennen 2006 Nürburgring), disputées le 16 juillet 2006 sur le circuit du Nürburgring, sont la quarante-cinquième édition de cette épreuve, la trente-septième sur un format de 1 000 kilomètres, et la troisième manche des Le Mans Series 2006.

## Course

### Classement de la course
Classement à l'issue de la course (vainqueurs de catégorie en gras), :
| Pos.   | Catégorie | N° | Écurie                                  | Pilotes                                               | Châssis                   | Pneus | Tours |
| Pos.   | Catégorie | N° | Écurie                                  | Pilotes                                               | Moteur                    | Pneus | Tours |
| ------ | --------- | -- | --------------------------------------- | ----------------------------------------------------- | ------------------------- | ----- | ----- |
| 1      | LMP1      | 17 | Pescarolo Sport                         | Emmanuel Collard Jean-Christophe Boullion Éric Hélary | Pescarolo C60 Hybrid      | M     | 189   |
| 1      | LMP1      | 17 | Pescarolo Sport                         | Emmanuel Collard Jean-Christophe Boullion Éric Hélary | Judd GV5 S2 5.0L V10      | M     | 189   |
| 2      | LMP1      | 9  | Creation Autosportif                    | Nicolas Minassian Beppe Gabbiani Felipe Ortiz         | Creation CA06/H           | M     | 186   |
| 2      | LMP1      | 9  | Creation Autosportif                    | Nicolas Minassian Beppe Gabbiani Felipe Ortiz         | Judd GV5 S2 5.0L V10      | M     | 186   |
| 3      | LMP1      | 14 | Racing for Holland                      | Jan Lammers Alex Yoong                                | Dome S101Hb               | D     | 186   |
| 3      | LMP1      | 14 | Racing for Holland                      | Jan Lammers Alex Yoong                                | Mugen MF408S 4.0L V8      | D     | 186   |
| 4      | LMP1      | 19 | Chamberlain-Synergy Motorsport          | Bob Berridge Gareth Evans Peter Owen                  | Lola B06/10               | D     | 184   |
| 4      | LMP1      | 19 | Chamberlain-Synergy Motorsport          | Bob Berridge Gareth Evans Peter Owen                  | AER P32T 3.6L Turbo V8    | D     | 184   |
| 5      | LMP2      | 40 | ASM Team Racing for Portugal            | Miguel Amaral Ángel Burgueño (en) Miguel Angel Castro | Lola B05/40               | D     | 183   |
| 5      | LMP2      | 40 | ASM Team Racing for Portugal            | Miguel Amaral Ángel Burgueño (en) Miguel Angel Castro | AER P07 2.0L Turbo I4     | D     | 183   |
| 6      | LMP2      | 24 | Binnie Motorsports                      | William Binnie Allen Timpany Sam Hancock              | Lola B05/42               | M     | 182   |
| 6      | LMP2      | 24 | Binnie Motorsports                      | William Binnie Allen Timpany Sam Hancock              | Zytek ZG348 3.4L V8       | M     | 182   |
| 7      | LMP1      | 2  | Zytek Engineering                       | Stefan Johansson Hideki Noda                          | Zytek 06S                 | M     | 181   |
| 7      | LMP1      | 2  | Zytek Engineering                       | Stefan Johansson Hideki Noda                          | Zytek 2ZG408 4.0L V8      | M     | 181   |
| 8      | LMP2      | 22 | Rollcentre Racing                       | João Barbosa Martin Short                             | Radical SR9               | D     | 181   |
| 8      | LMP2      | 22 | Rollcentre Racing                       | João Barbosa Martin Short                             | Judd XV675 3.4L V8        | D     | 181   |
| 9      | LMP2      | 25 | Ray Mallock Ltd. (RML)                  | Mike Newton Thomas Erdos                              | MG-Lola EX264             | M     | 180   |
| 9      | LMP2      | 25 | Ray Mallock Ltd. (RML)                  | Mike Newton Thomas Erdos                              | AER P07 2.0L Turbo I4     | M     | 180   |
| 10     | GT1       | 50 | Aston Martin Racing Larbre              | Pedro Lamy Gabriele Gardel Vincent Vosse              | Aston Martin DBR9         | M     | 177   |
| 10     | GT1       | 50 | Aston Martin Racing Larbre              | Pedro Lamy Gabriele Gardel Vincent Vosse              | Aston Martin 6.0L V12     | M     | 177   |
| 11     | GT1       | 72 | Luc Alphand Aventures                   | Jérôme Policand Patrice Goueslard Luc Alphand         | Chevrolet Corvette C5-R   | M     | 177   |
| 11     | GT1       | 72 | Luc Alphand Aventures                   | Jérôme Policand Patrice Goueslard Luc Alphand         | Chevrolet LS7R 7.0L V8    | M     | 177   |
| 12     | LMP1      | 5  | Swiss Spirit                            | Marcel Fässler Harold Primat                          | Courage LC70              | M     | 176   |
| 12     | LMP1      | 5  | Swiss Spirit                            | Marcel Fässler Harold Primat                          | Judd GV5 S2 5.0L V10      | M     | 176   |
| 13     | GT1       | 67 | Convers MenX Team                       | Peter Kox Robert Pergl Alexey Vasilyev                | Ferrari 550-GTS Maranello | M     | 176   |
| 13     | GT1       | 67 | Convers MenX Team                       | Peter Kox Robert Pergl Alexey Vasilyev                | Ferrari F131 6.0L V12     | M     | 176   |
| 14     | LMP1      | 12 | Courage Compétition                     | Jean-Marc Gounon Alexander Frei Gregor Fisken         | Courage LC70              | Y     | 172   |
| 14     | LMP1      | 12 | Courage Compétition                     | Jean-Marc Gounon Alexander Frei Gregor Fisken         | Mugen MF458S 4.5L V8      | Y     | 172   |
| 15     | LMP2      | 21 | Team Bruichladdich Radical              | Tim Greaves Stuart Moseley                            | Radical SR9               | D     | 171   |
| 15     | LMP2      | 21 | Team Bruichladdich Radical              | Tim Greaves Stuart Moseley                            | AER P07 2.0L Turbo I4     | D     | 171   |
| 16     | GT2       | 83 | GPC Sport                               | Stefano Zonca Andrea Belicchi Marco Cioci             | Ferrari F430GT            | P     | 171   |
| 16     | GT2       | 83 | GPC Sport                               | Stefano Zonca Andrea Belicchi Marco Cioci             | Ferrari 4.0L V8           | P     | 171   |
| 17     | GT1       | 55 | Team Oreca                              | Stéphane Ortelli Soheil Ayari                         | Saleen S7-R               | M     | 171   |
| 17     | GT1       | 55 | Team Oreca                              | Stéphane Ortelli Soheil Ayari                         | Ford 7.0L V8              | M     | 171   |
| 18     | GT2       | 76 | Autorlando Sport                        | Marc Lieb Joël Camathias                              | Porsche 911 GT3-RSR       | P     | 170   |
| 18     | GT2       | 76 | Autorlando Sport                        | Marc Lieb Joël Camathias                              | Porsche 3.6L Flat-6       | P     | 170   |
| 19     | GT2       | 85 | Spyker Squadron b.v.                    | Jeroen Bleekemolen Mike Hezemans                      | Spyker C8 Spyder GT2-R    | D     | 170   |
| 19     | GT2       | 85 | Spyker Squadron b.v.                    | Jeroen Bleekemolen Mike Hezemans                      | Audi 3.8L V8              | D     | 170   |
| 20     | GT2       | 99 | Virgo Motorsport                        | Dan Eagling Tim Sugden                                | Ferrari F430GT            | D     | 170   |
| 20     | GT2       | 99 | Virgo Motorsport                        | Dan Eagling Tim Sugden                                | Ferrari 4.0L V8           | D     | 170   |
| 21     | GT2       | 86 | Spyker Squadron b.v.                    | Tom Coronel Jonny Kane                                | Spyker C8 Spyder GT2-R    | D     | 170   |
| 21     | GT2       | 86 | Spyker Squadron b.v.                    | Tom Coronel Jonny Kane                                | Audi 3.8L V8              | D     | 170   |
| 22     | GT2       | 92 | IMSA Performance Matmut                 | Christophe Bouchut Raymond Narac                      | Porsche 911 GT3-RSR       | D     | 169   |
| 22     | GT2       | 92 | IMSA Performance Matmut                 | Christophe Bouchut Raymond Narac                      | Porsche 3.6L Flat-6       | D     | 169   |
| 23     | GT2       | 82 | Team LNT                                | Lawrence Tomlinson Richard Dean Marc Hynes            | Panoz Esperante GT-LM     | P     | 169   |
| 23     | GT2       | 82 | Team LNT                                | Lawrence Tomlinson Richard Dean Marc Hynes            | Ford (Élan) 5.0L V8       | P     | 169   |
| 24     | GT2       | 97 | GPC Sport                               | Luca Drudi Gabrio Rosa                                | Ferrari F430GT            | P     | 168   |
| 24     | GT2       | 97 | GPC Sport                               | Luca Drudi Gabrio Rosa                                | Ferrari 4.0L V8           | P     | 168   |
| 25     | GT2       | 90 | Farnbacher Racing                       | Pierre Ehret Dominik Farnbacher                       | Porsche 911 GT3-RSR       | Y     | 167   |
| 25     | GT2       | 90 | Farnbacher Racing                       | Pierre Ehret Dominik Farnbacher                       | Porsche 3.6L Flat-6       | Y     | 167   |
| 26     | LMP2      | 32 | Barazi-Epsilon                          | Michael Vergers Juan Barazi Jean-Philippe Belloc      | Courage C65               | M     | 167   |
| 26     | LMP2      | 32 | Barazi-Epsilon                          | Michael Vergers Juan Barazi Jean-Philippe Belloc      | AER P07 2.0L Turbo I4     | M     | 167   |
| 27     | GT2       | 81 | Team LNT                                | Warren Hughes Robert Bell                             | Panoz Esperante GT-LM     | P     | 165   |
| 27     | GT2       | 81 | Team LNT                                | Warren Hughes Robert Bell                             | Ford (Élan) 5.0L V8       | P     | 165   |
| 28     | GT2       | 91 | T2M Motorsport                          | Yutaka Yamagishi Robin Liddell Marc Basseng           | Porsche 911 GT3-RS        | D     | 165   |
| 28     | GT2       | 91 | T2M Motorsport                          | Yutaka Yamagishi Robin Liddell Marc Basseng           | Porsche 3.6L Flat-6       | D     | 165   |
| 29     | GT2       | 77 | Seikel Motorsport                       | Tony Burgess Philip Collin Tim Bergmeister            | Porsche 911 GT3-RSR       | Y     | 163   |
| 29     | GT2       | 77 | Seikel Motorsport                       | Tony Burgess Philip Collin Tim Bergmeister            | Porsche 3.6L Flat-6       | Y     | 163   |
| 30     | GT2       | 73 | Ice Pol Racing Team                     | Yves-Emmanuel Lambert Christian Lefort Marc Duez      | Porsche 911 GT3-RSR       | D     | 163   |
| 30     | GT2       | 73 | Ice Pol Racing Team                     | Yves-Emmanuel Lambert Christian Lefort Marc Duez      | Porsche 3.6L Flat-6       | D     | 163   |
| 31     | LMP2      | 20 | Pierre Bruneau                          | Pierre Bruneau Marc Rostan                            | Pilbeam (en) MP93         | M     | 160   |
| 31     | LMP2      | 20 | Pierre Bruneau                          | Pierre Bruneau Marc Rostan                            | Judd XV675 3.4L V8        | M     | 160   |
| 32     | GT2       | 96 | James Watt Automotive                   | Paul Daniels Bryce Washington                         | Porsche 911 GT3-RSR       | D     | 158   |
| 32     | GT2       | 96 | James Watt Automotive                   | Paul Daniels Bryce Washington                         | Porsche 3.6L Flat-6       | D     | 158   |
| 33     | LMP2      | 35 | G-Force Racing Kruse Motorsport         | Jan-Dirk Leuders Jens Petersen Christophe Brück       | Courage C65               | K     | 155   |
| 33     | LMP2      | 35 | G-Force Racing Kruse Motorsport         | Jan-Dirk Leuders Jens Petersen Christophe Brück       | Judd XV675 3.4L V8        | K     | 155   |
| 34     | GT2       | 95 | Racesport Peninsula TVR                 | John Hartshorne Iain Dockerill Nigel Greensall        | TVR Tuscan T400R          | D     | 154   |
| 34     | GT2       | 95 | Racesport Peninsula TVR                 | John Hartshorne Iain Dockerill Nigel Greensall        | TVR Speed Six 4.0L I6     | D     | 154   |
| 35     | GT2       | 78 | Autorlando Sport                        | Gunnar Kristensen Allan Simonsen                      | Porsche 911 GT3-RSR       | P     | 152   |
| 35     | GT2       | 78 | Autorlando Sport                        | Gunnar Kristensen Allan Simonsen                      | Porsche 3.6L Flat-6       | P     | 152   |
| 36     | LMP1      | 15 | ProTran Competition                     | Kevin McGarrity (en) Paul Cope Ben Collins            | ProTran RS06/H            | D     | 149   |
| 36     | LMP1      | 15 | ProTran Competition                     | Kevin McGarrity (en) Paul Cope Ben Collins            | Judd GV5 S2 5.0L V10      | D     | 149   |
| 37 NC  | LMP1      | 13 | Courage Compétition                     | Shinji Nakano Haruki Kurosawa                         | Courage LC70              | Y     | 73    |
| 37 NC  | LMP1      | 13 | Courage Compétition                     | Shinji Nakano Haruki Kurosawa                         | Mugen MF458S 4.5L V8      | Y     | 73    |
| 38 NC  | LMP2      | 37 | Paul Belmondo Racing                    | Didier André Jean-Bernard Bouvet                      | Courage C65               | P     | 55    |
| 38 NC  | LMP2      | 37 | Paul Belmondo Racing                    | Didier André Jean-Bernard Bouvet                      | Ford (Mecachrome) 3.4L V8 | P     | 55    |
| 39 NC  | GT2       | 80 | Farnbacher Racing                       | Lars Erik Nielsen Marco Seefried Ian Baas (en)        | Porsche 911 GT3-RSR       | Y     | 34    |
| 39 NC  | GT2       | 80 | Farnbacher Racing                       | Lars Erik Nielsen Marco Seefried Ian Baas (en)        | Porsche 3.6L Flat-6       | Y     | 34    |
| 40 NC  | LMP2      | 28 | Randaccio Ranieri SRL                   | Randaccio Ranieri Fabio Mancini Gianni Collini        | Lucchini LMP2             | D     | 19    |
| 40 NC  | LMP2      | 28 | Randaccio Ranieri SRL                   | Randaccio Ranieri Fabio Mancini Gianni Collini        | Judd XV675 3.4L V8        | D     | 19    |
| 41 DNF | GT2       | 75 | Perspective Automobiles Thierry Perrier | Philippe Hesnault Anthony Beltoise Nigel Smith (en)   | Porsche 911 GT3-RSR       | D     | 101   |
| 41 DNF | GT2       | 75 | Perspective Automobiles Thierry Perrier | Philippe Hesnault Anthony Beltoise Nigel Smith (en)   | Porsche 3.6L Flat-6       | D     | 101   |
| 42 DNF | LMP2      | 36 | Paul Belmondo Racing                    | Karim Ojjeh Pierre Ragues                             | Courage C65               | P     | 63    |
| 42 DNF | LMP2      | 36 | Paul Belmondo Racing                    | Karim Ojjeh Pierre Ragues                             | Ford (Mecachrome) 3.4L V8 | P     | 63    |
| 43 DNF | GT1       | 70 | PSI Experience                          | Jos Menten Pertti Kuismanen Markus Palttala           | Chevrolet Corvette C6.R   | D     | 61    |
| 43 DNF | GT1       | 70 | PSI Experience                          | Jos Menten Pertti Kuismanen Markus Palttala           | Chevrolet LS7R 7.0L V8    | D     | 61    |
| 44 DNF | GT1       | 63 | Team Modena                             | Peter Hardman Christian Vann Antonio García           | Aston Martin DBR9         | M     | 58    |
| 44 DNF | GT1       | 63 | Team Modena                             | Peter Hardman Christian Vann Antonio García           | Aston Martin 6.0L V12     | M     | 58    |

## Statistiques
Les 1 000 kilomètres du Nürburgring 2006 représentent :